# Tổng công ty Hàng không Việt Nam
Tổng công ty Hàng không Việt Nam - CTCP (tiếng Anh: Vietnam Airlines JSC, n.đ. 'CTCP Hàng không Việt Nam') được thành lập ngày 27 tháng 5 năm 1995 trên cơ sở liên kết 20 doanh nghiệp hoạt động kinh doanh dịch vụ hàng không, lấy Hãng hàng không Quốc gia Việt Nam làm nòng cốt .
Đây là một công ty cổ phần hoạt động kinh doanh, có tư cách pháp nhân, có các quyền và nghĩa vụ dân sự theo luật định, tự chịu trách nhiệm về toàn bộ hoạt động kinh doanh trong phạm vi số vốn do Tổng công ty quản lý.
Cho đến cuối năm 2011, công ty chiếm khoảng 80% thị phần giao thông hàng không tại Việt Nam.

## Lịch sử
- Thành lập Tổng công ty Hàng không Việt Nam trên cơ sở tổ chức, sắp xếp lại các doanh nghiệp và đơn vị sự nghiệp của ngành Hàng không dân dụng, lấy Hãng Hàng không Quốc gia Việt Nam làm nòng cốt. Tổng công ty Hàng không Việt Nam có tên giao dịch quốc tế là Vietnam Aviation Corporation, viết tắt là AVIAVIETNAM.
- Ngày 04 tháng 04 năm 2003, Thủ tướng Chính phủ đã ký Quyết định số 372/QĐ-TTg về việc thí điểm Tổ chức và hoạt động theo mô hình Công ty mẹ - Công ty con tại Tổng công ty Hàng không Việt Nam
- Ngày 13 tháng 11 năm 2006, Thủ tướng Chính phủ đã Phê duyệt Quyết Định số 259/2006/QĐ-TTg về Điều lệ tổ chức và hoạt động của Công ty mẹ - Tổng công ty Hàng không Việt Nam.
- Ngày 25 tháng 5 năm 2010, Thủ tướng Chính phủ đã ký Quyết định chuyển đổi Tổng công ty Hàng không Việt Nam từ loại hình Tổng công ty Nhà nước sang loại hình Công ty Trách nhiệm Hữu hạn một thành viên do chưa hoàn thành tiến độ cổ phần hóa trước ngày 1 tháng 7 năm 2010.[2]
- Ngày 1/4/2015, Tổng công ty chính thức chuyển đổi sang mô hình công ty cổ phần với tên gọi Tổng công ty Hàng không Việt Nam - Công ty cổ phần. Giá trị phần vốn Nhà nước tại thời điểm chính thức chuyển thành Công ty cổ phần là 10.576.380.000.000 đồng.[3]

## Cơ cấu tổ chức
Cơ cấu tổ chức Tổng công ty Hàng không Việt Nam gồm có:
1. Khối cơ quan Tổng công ty: Gồm các Ban chức năng giúp việc cho Tổng giám đốc điều hành các hoạt động sản xuất kinh doanh của Tổng công ty.
2. Các công ty thành viên:

- Đơn vị hạch toán phụ thuộc:
  - Tạp chí Heritage
- Đơn vị sự nghiệp:
  - Viện khoa học Hàng không VAI
- Công ty TNHH một thành viên:
  - Công ty TNHH MTV Kỹ thuật máy bay VAECO
  - Công ty TNHH MTV Nhiên Liệu Hàng không Việt Nam SKYPEC
  - Công ty bay dịch vụ hàng không VASCO
  - Công ty TNHH MTV Dịch vụ mặt đất sân bay Việt Nam VIAGS
- Công ty cổ phần:
  - Công ty Cổ phần Suất ăn Hàng Không Nội Bài NCS
  - Công ty Tư vấn khảo sát thiết kế hàng không
  - Công ty Dịch vụ hàng không sân bay Nội Bài NASCO
  - Công ty Xây dựng công trình hàng không
  - Công ty In hàng không
  - Công ty Xuất nhập khẩu hàng không AIRIMEX
  - Công ty Cổ phần dịch vụ hàng hóa Nội Bài NCTS
  - Công ty Cổ phần tin học hàng không
  - Công ty Bảo hiểm Hàng không Việt Nam VNI
  - Công ty cho thuê máy bay VALC
  - Hãng hàng không quốc gia Campuchia CAA
- Công ty Liên doanh có vốn góp chi phối của Tổng công ty:
  - Công ty liên doanh trách nhiệm hữu hạn dịch vụ hàng hóa Tân Sơn Nhất (Tổng công ty sở hữu 70% vốn điều lệ).
  - Công ty liên doanh sản xuất bữa ăn trên tàu bay Tân Sơn Nhất (Tổng công ty sở hữu 60% vốn điều lệ)
  - Công ty liên doanh trách nhiệm hữu hạn giao nhận hàng hóa thành phố Hồ Chí Minh (Tổng công ty sở hữu 65% vốn điều lệ).
  - Công ty liên doanh phân phối toàn cầu (Tổng công ty sở hữu 90% vốn điều lệ).
- Công ty Liên kết:
  - Công ty Cung ứng dịch vụ hàng không
  - Công ty Dịch vụ hàng không sân bay Đà Nẵng
  - Công ty Nhựa cao cấp hàng không
  - Công ty Ôtô hàng không
  - Công ty Cung ứng xuất nhập khẩu lao động hàng không
  - Công ty Cổ phần du lịch hàng không
  - Công ty Cổ phần khách sạn hàng không
  - Công ty Cổ phần quảng cáo hàng không

## Tái cơ cấu
Trong dự hướng cổ phần hóa các tập đoàn nhà nước, tháng 11 năm 2011, Thủ tướng chính phủ Nguyễn Tấn Dũng đồng ý đẩy mạnh việc cổ phần hóa Vietnam Airlines giai đoạn 2011-2015, trong đó nhà nước giữ trên 50% vốn điều lệ, và cổ phần hóa Công ty TNHH một thành viên Xăng dầu Hàng không (Vinapco), trong đó Vietnam Airlines giữ trên 50% vốn điều lệ. Tuy nhiên, Chính phủ cho phép Vietnam Airlines được nắm giữ 100% vốn tại Công ty trách nhiệm hữu hạn (TNHH) một thành viên Kỹ thuật máy bay (VAECO), và tự quyết định tỷ lệ cổ phần nắm giữ tại 3 xí nghiệp, gồm Thương mại mặt đất Nội Bài, Đà Nẵng và Tân Sơn Nhất và tái cơ cấu Công ty Bay dịch vụ hàng không (Vasco).